# 拉雷西圣马丹
拉雷西圣马丹（法語：La Résie-Saint-Martin，法語發音：[la ʁezi sɛ̃ maʁtɛ̃]）是法国上索恩省的一个市镇，属于沃苏勒区。

## 地名
法语人名在日常人名译名以及《世界人名翻譯大辭典》、《法语姓名译名手册》等主流人名译名类书籍资料中多译作“马丁”，不过在《世界地名翻译大辞典》、《世界地名译名词典》和《法国地图册》等主流地名译名类书籍资料中多译作“马丹”。

## 地理
拉雷西圣马丹（47°18'44"N, 5°36'29"E）面积3.27 平方千米，位于法国勃艮第-弗朗什-孔泰大區上索恩省，该省份为法国东部内陆省份，北起顺时针与孚日省、贝尔福地区省、杜省、汝拉省、科多尔省和上马恩省接壤。
与拉雷西圣马丹接壤的市镇（或旧市镇、城区）包括：瓦莱、绍梅尔塞讷、佩姆。
拉雷西圣马丹的时区为UTC+01:00、UTC+02:00（夏令时）。

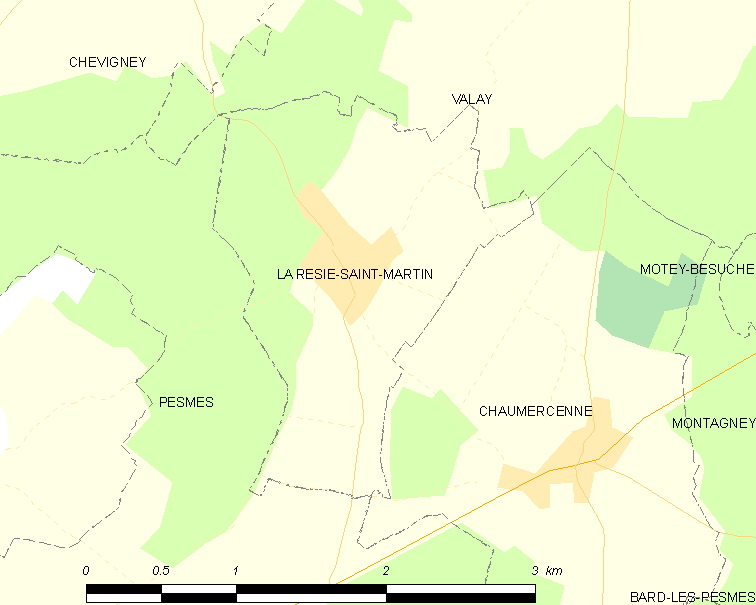
拉雷西圣马丹的OSM定位图

## 行政
拉雷西圣马丹的邮政编码为70140，INSEE市镇编码为70444。

## 政治
拉雷西圣马丹所属的省级选区为马尔奈县。

## 人口

1962-2008年间拉雷西圣马丹人口变化图示

拉雷西圣马丹于2022年1月1日时的人口数量为172人。